# Cuarta ronda de la Clasificación de Concacaf para la Copa Mundial de Fútbol de 2006
La Ronda Final de la Clasificación de Concacaf para la Copa Mundial de Fútbol de 2006 fue la etapa que determina la clasificación a la Copa Mundial de Fútbol de 2006. Se llevó a cabo del 9 de febrero al 12 de octubre de 2005. México, Estados Unidos y Costa Rica se clasificaron a la Copa del Mundo tras finalizar en las primeras tres posiciones de la ronda, mientras que Trinidad y Tobago se clasificó al vencer en la repesca a Baréin 2:1.

## Equipos participantes
| Grupo | Líder de grupo | Segundo de grupo  |
| ----- | -------------- | ----------------- |
| 1     | Estados Unidos | Panamá            |
| 2     | Costa Rica     | Guatemala         |
| 3     | México         | Trinidad y Tobago |

## Clasificación
| Pos. | Equipo            | Pts. | PJ | G | E | P | GF | GC | Dif. | Clasificación            |     | Bandera de Estados Unidos | Bandera de México | Bandera de Costa Rica | Bandera de Trinidad y Tobago | Bandera de Guatemala | Bandera de Panamá |
| ---- | ----------------- | ---- | -- | - | - | - | -- | -- | ---- | ------------------------ | --- | ------------------------- | ----------------- | --------------------- | ---------------------------- | -------------------- | ----------------- |
| 1    | Estados Unidos    | 22   | 10 | 7 | 1 | 2 | 16 | 6  | +10  | Copa Mundial de 2006     |     | —                         | 2:0               | 3:0                   | 1:0                          | 2:0                  | 2:0               |
| 2    | México            | 22   | 10 | 7 | 1 | 2 | 22 | 9  | +13  | Copa Mundial de 2006     |     | 2:1                       | —                 | 2:0                   | 2:0                          | 5:2                  | 5:0               |
| 3    | Costa Rica        | 16   | 10 | 5 | 1 | 4 | 15 | 14 | +1   | Copa Mundial de 2006     |     | 3:0                       | 1:2               | —                     | 2:0                          | 3:2                  | 1:0               |
| 4    | Trinidad y Tobago | 13   | 10 | 4 | 1 | 5 | 10 | 15 | −5   | Repesca intercontinental |     | 1:2                       | 2:1               | 0:0                   | —                            | 3:2                  | 2:0               |
| 5    | Guatemala         | 11   | 10 | 3 | 2 | 5 | 16 | 18 | −2   |                          |     | 0:0                       | 0:2               | 3:1                   | 5:1                          | —                    | 2:1               |
| 6    | Panamá            | 2    | 10 | 0 | 2 | 8 | 4  | 21 | −17  |                          | 0:3 | 1:1                       | 1:3               | 0:1                   | 0:0                          | —                    |                   |

 Fuente: [cita requerida]

### Evolución de la clasificación
| País / Fecha      | 1  | 2  | 3  | 4  | 5  | 6  | 7  | 8  | 9  | 10 |
| ----------------- | -- | -- | -- | -- | -- | -- | -- | -- | -- | -- |
| Estados Unidos    | 2° | 3° | 3° | 2° | 2° | 2° | 1° | 2° | 2° | 1° |
| México            | 1° | 1° | 1° | 1° | 1° | 1° | 2° | 1° | 1° | 2° |
| Costa Rica        | 6° | 4° | 4° | 5° | 3° | 4° | 3° | 3° | 3° | 3° |
| Trinidad y Tobago | 5° | 6° | 6° | 4° | 5° | 5° | 5° | 5° | 4° | 4° |
| Guatemala         | 3° | 2° | 3° | 3° | 4° | 3° | 4° | 4° | 5° | 5° |
| Panamá            | 4° | 5° | 5° | 6° | 6° | 6° | 6° | 6° | 6° | 6° |

## Resultados

### Jornada 1
| 9 de febrero de 2005, 20:00 | Costa Rica   | 1:2 (1:2) | México         | Estadio Ricardo Saprissa, Tibás                           |                                                           |
|                             | Wanchope 38' | Reporte   | Lozano 8', 10' | Asistencia: 22 000 espectadores Árbitro(s): Carlos Batres | Asistencia: 22 000 espectadores Árbitro(s): Carlos Batres |

| 9 de febrero de 2005, 19:00 | Panamá | 0:0     | Guatemala | Estadio Rommel Fernández, Panamá                              |                                                               |
|                             |        | Reporte |           | Asistencia: 20 000 espectadores Árbitro(s): Peter Prendergast | Asistencia: 20 000 espectadores Árbitro(s): Peter Prendergast |

| 9 de febrero de 2005, 15:38 | Trinidad y Tobago | 1:2 (0:1) | Estados Unidos          | Queen's Park Oval, Puerto España                              |                                                               |
|                             | Eve 87'           | Reporte   | Johnson 23' · Lewis 53' | Asistencia: 11 000 espectadores Árbitro(s): Armando Archundia | Asistencia: 11 000 espectadores Árbitro(s): Armando Archundia |

### Jornada 2
| 26 de marzo de 2005, 20:00 | Guatemala                                           | 5:1 (3:1) | Trinidad y Tobago | Estadio Mateo Flores, Guatemala                         |                                                         |
|                            | Ramírez 17' · C. Ruiz 30', 38' · Pezzarossi 78' 87' | Reporte   | Edwards 32'       | Asistencia: 22 506 espectadores Árbitro(s): Kevin Stott | Asistencia: 22 506 espectadores Árbitro(s): Kevin Stott |

| 26 de marzo de 2005, 18:00 | Costa Rica                      | 2:1 (1:0) | Panamá           | Estadio Ricardo Saprissa, Tibás                                   |                                                                   |
|                            | Wilson 40' (pen.) · Myrie 90+1' | Reporte   | Brown 58' (pen.) | Asistencia: 8000 espectadores Árbitro(s): Marco Antonio Rodríguez | Asistencia: 8000 espectadores Árbitro(s): Marco Antonio Rodríguez |

| 27 de marzo de 2005, 12:07 | México                   | 2:1 (2:0) | Estados Unidos | Estadio Azteca, Ciudad de México                            |                                                             |
|                            | Borgetti 30' · Sinha 33' | Reporte   | Lewis 58'      | Asistencia: 84 000 espectadores Árbitro(s): Rodolfo Sibrian | Asistencia: 84 000 espectadores Árbitro(s): Rodolfo Sibrian |

### Jornada 3
| 30 de marzo de 2005 | Panamá     | 1:1 (0:1) | México      | Estadio Rommel Fernández, Panamá                        |                                                         |
|                     | Tejada 75' | Reporte   | Morales 26' | Asistencia: 13 000 espectadores Árbitro(s): José Pineda | Asistencia: 13 000 espectadores Árbitro(s): José Pineda |

| 30 de marzo de 2005 | Estados Unidos            | 2:0 (1:0) | Guatemala | Legion Field, Birmingham                                   |                                                            |
|                     | Johnson 11' · Ralston 68' | Reporte   |           | Asistencia: 31 624 espectadores Árbitro(s): Ramesh Ramdhan | Asistencia: 31 624 espectadores Árbitro(s): Ramesh Ramdhan |

| 30 de marzo de 2005 | Trinidad y Tobago | 0:0     | Costa Rica | Hasely Crawford, Puerto España                              |                                                             |
|                     |                   | Reporte |            | Asistencia: 8 000 espectadores Árbitro(s): Mauricio Navarro | Asistencia: 8 000 espectadores Árbitro(s): Mauricio Navarro |

### Jornada 4
| 4 de junio de 2005 | Trinidad y Tobago       | 2:0 (1:0) | Panamá | Hasely Crawford, Puerto España                                |                                                               |
|                    | John 34' · Lawrence 71' | Reporte   |        | Asistencia: 18 000 espectadores Árbitro(s): Peter Prendergast | Asistencia: 18 000 espectadores Árbitro(s): Peter Prendergast |

| 4 de junio de 2005 | Estados Unidos                | 3:0 (1:0) | Costa Rica | Rice-Eccles Stadium, Salt Lake City                       |                                                           |
|                    | Donovan 6', 63' · McBride 87' | Reporte   |            | Asistencia: 40 586 espectadores Árbitro(s): Carlos Batres | Asistencia: 40 586 espectadores Árbitro(s): Carlos Batres |

| 4 de junio de 2005 | Guatemala | 0:2 (0:2) | México                         | Estadio Mateo Flores, Guatemala                        |                                                        |
|                    |           | Reporte   | Sinha 41' · Cabrera 45' (a.g.) | Asistencia: 26 723 espectadores Árbitro(s): Brian Hall | Asistencia: 26 723 espectadores Árbitro(s): Brian Hall |

### Jornada 5
| 8 de junio de 2005 | Costa Rica                                 | 3:2 (1:0) | Guatemala                     | Estadio Ricardo Saprissa, Tibás                               |                                                               |
|                    | Hernández 34' · Gómez 65' · Wanchope 90+2' | Reporte   | Villatoro 74' · Rodríguez 77' | Asistencia: 10 500 espectadores Árbitro(s): Armando Archundia | Asistencia: 10 500 espectadores Árbitro(s): Armando Archundia |

| 8 de junio de 2005 | Panamá | 0:3 (0:3) | Estados Unidos                           | Estadio Rommel Fernández, Panamá                             |                                                              |
|                    |        | Reporte   | Bocanegra 6' · Donovan 20' · McBride 40' | Asistencia: 17 000 espectadores Árbitro(s): Mauricio Navarro | Asistencia: 17 000 espectadores Árbitro(s): Mauricio Navarro |

| 8 de junio de 2005 | México                   | 2:0 (0:0) | Trinidad y Tobago | Estadio Universitario, San Nicolás                      |                                                         |
|                    | Borgetti 63' · Pérez 88' | Reporte   |                   | Asistencia: 32 833 espectadores Árbitro(s): Kevin Stott | Asistencia: 32 833 espectadores Árbitro(s): Kevin Stott |

### Jornada 6
| 17 de agosto de 2005 | México                     | 2:0 (0:0) | Costa Rica | Estadio Azteca, Ciudad de México                        |                                                         |
|                      | Borgetti 63' · Fonseca 86' | Reporte   |            | Asistencia: 27 000 espectadores Árbitro(s): José Pineda | Asistencia: 27 000 espectadores Árbitro(s): José Pineda |

| 17 de agosto de 2005 | Estados Unidos | 1:0 (1:0) | Trinidad y Tobago | Rentschler Field, East Hartford                                     |                                                                     |
|                      | McBride 2'     | Reporte   |                   | Asistencia: 25 488 espectadores Árbitro(s): Marco Antonio Rodríguez | Asistencia: 25 488 espectadores Árbitro(s): Marco Antonio Rodríguez |

| 17 de agosto de 2005 | Guatemala                       | 2:1 (0:1) | Panamá              | Estadio Mateo Flores, Guatemala                             |                                                             |
|                      | Baloy 70' (a.g.) · Romero 90+3' | Reporte   | Jo. Dely Valdés 19' | Asistencia: 24 000 espectadores Árbitro(s): Rodolfo Sibrian | Asistencia: 24 000 espectadores Árbitro(s): Rodolfo Sibrian |

### Jornada 7
| 3 de septiembre de 2005 | Panamá     | 1:3 (0:1) | Costa Rica                            | Estadio Rommel Fernández, Panamá                        |                                                         |
|                         | Tejada 90' | Reporte   | Saborío 44' · Centeno 51' · Gómez 73' | Asistencia: 21 000 espectadores Árbitro(s): Kevin Stott | Asistencia: 21 000 espectadores Árbitro(s): Kevin Stott |

| 3 de septiembre de 2005 | Trinidad y Tobago          | 3:2 (0:1) | Guatemala                      | Hasely Crawford, Puerto España                                      |                                                                     |
|                         | Latapy 48' · John 85', 86' | Reporte   | Andrews 3' (a.g.) · Romero 61' | Asistencia: 15 000 espectadores Árbitro(s): Marco Antonio Rodríguez | Asistencia: 15 000 espectadores Árbitro(s): Marco Antonio Rodríguez |

| 3 de septiembre de 2005 | Estados Unidos            | 2:0 (1:0) | México | Columbus Crew Stadium, Columbus                           |                                                           |
|                         | Ralston 53' · Beasley 58' | Reporte   |        | Asistencia: 24 685 espectadores Árbitro(s): Carlos Batres | Asistencia: 24 685 espectadores Árbitro(s): Carlos Batres |

### Jornada 8
| 7 de septiembre de 2005 | Costa Rica                | 2:0 (1:0) | Trinidad y Tobago | Estadio Ricardo Saprissa, Tibás                           |                                                           |
|                         | Saborío 15' · Centeno 50' | Reporte   |                   | Asistencia: 17 000 espectadores Árbitro(s): Carlos Batres | Asistencia: 17 000 espectadores Árbitro(s): Carlos Batres |

| 7 de septiembre de 2005 | México                                                                  | 5:0 (1:0) | Panamá | Estadio Azteca, Ciudad de México                       |                                                        |
|                         | Pérez 31' · Márquez 54' · Borgetti 59' (pen.) · Fonseca 75' · Pardo 76' | Reporte   |        | Asistencia: 40 000 espectadores Árbitro(s): Brian Hall | Asistencia: 40 000 espectadores Árbitro(s): Brian Hall |

| 7 de septiembre de 2005 | Guatemala | 0:0     | Estados Unidos | Estadio Mateo Flores, Guatemala                                     |                                                                     |
|                         |           | Reporte |                | Asistencia: 27 000 espectadores Árbitro(s): Marco Antonio Rodríguez | Asistencia: 27 000 espectadores Árbitro(s): Marco Antonio Rodríguez |

### Jornada 9
| 8 de octubre de 2005 | Costa Rica                        | 3:0 (1:0) | Estados Unidos | Estadio Ricardo Saprissa, Tibás                               |                                                               |
|                      | Wanchope 34' · Hernández 60', 88' | Reporte   |                | Asistencia: 30 000 espectadores Árbitro(s): Armando Archundia | Asistencia: 30 000 espectadores Árbitro(s): Armando Archundia |

| 8 de octubre de 2005 | México                                  | 5:2 (1:1) | Guatemala                  | Estadio Alfonso Lastras, San Luis Potosí                      |                                                               |
|                      | Franco 19' · Fonseca 48', 51', 62', 66' | Reporte   | C. Ruiz 1' · Poniciano 53' | Asistencia: 30 000 espectadores Árbitro(s): Peter Prendergast | Asistencia: 30 000 espectadores Árbitro(s): Peter Prendergast |

| 8 de octubre de 2005 | Panamá | 0:1 (0:0) | Trinidad y Tobago | Estadio Rommel Fernández, Panamá                           |                                                            |
|                      |        | Reporte   | John 61'          | Asistencia: 1000 espectadores Árbitro(s): Mauricio Navarro | Asistencia: 1000 espectadores Árbitro(s): Mauricio Navarro |

### Jornada 10
| 12 de octubre de 2005 | Estados Unidos             | 2:0 (0:0) | Panamá | Gillette Stadium, Foxborough                              |                                                           |
|                       | Martino 51' · Twellman 57' | Reporte   |        | Asistencia: 9192 espectadores Árbitro(s): Gilberto Alcalá | Asistencia: 9192 espectadores Árbitro(s): Gilberto Alcalá |

| 12 de octubre de 2005 | Trinidad y Tobago | 2:1 (0:1) | México     | Estadio Hasely Crawford, Puerto España                  |                                                         |
|                       | John 43', 69'     | Reporte   | Lozano 38' | Asistencia: 23 000 espectadores Árbitro(s): José Pineda | Asistencia: 23 000 espectadores Árbitro(s): José Pineda |

| 12 de octubre de 2005 | Guatemala                                 | 3:1 (3:0) | Costa Rica | Estadio Mateo Flores, Guatemala                        |                                                        |
|                       | Ponciano 2' · F. García 16' · C. Ruiz 30' | Reporte   | Myrie 60'  | Asistencia: 23 912 espectadores Árbitro(s): Brian Hall | Asistencia: 23 912 espectadores Árbitro(s): Brian Hall |

## Goleadores
6 goles
- Francisco Fonseca
- Stern John

4 goles
- Carlos Ruiz
- Jared Borgetti

3 goles
- Carlos Hernández
- Paulo Wanchope
- Brian McBride
- Landon Donovan
- Jaime Lozano

2 goles
| - Walter Centeno - Rónald Gómez - Roy Myrie | - Álvaro Saborío - Eddie Johnson - Eddie Lewis | - Steve Ralston - Dwight Pezzarossi - Gonzalo Romero | - Luis Pérez - Sinha - Luis Tejada |

1 gol
| - Whayne Wilson - DaMarcus Beasley - Carlos Bocanegra - Kyle Martino - Taylor Twellman - Freddy García | - Guillermo Ramírez - Mario Rodríguez - Élmer Ponciano - Selvin Poniciano - Edwin Villatoro | - Guillermo Franco - Rafael Márquez - Ramón Morales - Pável Pardo - Roberto Brown | - Jorge Dely Valdés - Carlos Edwards - Angus Eve - Russell Latapy - Dennis Lawrence |

Autogoles
| - Gustavo Cabrera (a favor de México) | - Felipe Baloy (a favor de Guatemala) | - Marvin Andrews (a favor de Guatemala) |